# Chapelle Saint-Joseph (Livry-Gargan)
Pour les articles homonymes, voir Chapelle Saint-Joseph.
La chapelle Saint-Joseph est une chapelle catholique, située au 5, rue Graffan à Livry-Gargan.

## Histoire
L'ancienne chapelle, construite à partir de trois baraques en bois ayant servi en Lorraine pour loger des réfugiés après la guerre, menaçait de s'écrouler, rongée par les vers. 
Elle est complètement reconstruite en 2010 par l'Œuvre des Chantiers du Cardinal et est consacrée le 8 mai de la même année par Mgr Pascal Delannoy, évêque de Saint-Denis et du père Boivin, curé de la paroisse.